# Блуберри (тауншип, Миннесота)
Блуберри (англ. Blueberry) — тауншип в округе Уодина, Миннесота, США. На 2000 год его население составило 732 человека.

## География
По данным Бюро переписи населения США площадь тауншипа составляет 82,8 км², из которых 78,0 км² занимает суша, а 4,7 км² — вода (5,73 %).

## Демография
По данным переписи населения 2000 года здесь находились 732 человека, 285 домохозяйств и 204 семьи.  Плотность населения —  9,4 чел./км².  На территории тауншипа расположено 435 построек со средней плотностью 5,6 построек на один квадратный километр. Расовый состав населения: 98,50 % белых, 0,96 % афроамериканцев, 0,14 % коренных американцев, 0,14 % азиатов и 0,27 % приходится на две или более других рас. Испанцы или латиноамериканцы любой расы составляли 0,41 % от популяции тауншипа.
Из 285 домохозяйств в 29,8 % воспитывались дети до 18 лет, в 63,5 % проживали супружеские пары, в 4,9 % проживали незамужние женщины и в 28,1 % домохозяйств проживали несемейные люди. 26,7 % домохозяйств состояли из одного человека, при том 15,1 % из — одиноких пожилых людей старше 65 лет. Средний размер домохозяйства — 2,57, а семьи — 3,09 человека.
27,9 % населения — младше 18 лет, 4,8 % — в возрасте от 18 до 24 лет, 25,5 % — от 25 до 44, 23,2 % — от 45 до 64, и 18,6 % — старше 65 лет. Средний возраст — 40 лет. На каждые 100 женщин приходилось 111,6 мужчин.  На каждые 100 женщин старше 18 приходилось 107,9 мужчин.
Средний годовой доход домохозяйства составлял 35 833 доллара, а средний годовой доход семьи —  42 647 долларов. Средний доход мужчин —  32 054  доллара, в то время как у женщин — 20 500. Доход на душу населения составил 17 780 долларов. За чертой бедности находились 5,9 % семей и 7,9 % всего населения тауншипа, из которых 10,9 % младше 18 и 5,9 % старше 65 лет.